# Peribaea egesta
Peribaea egesta là một loài ruồi trong họ Tachinidae.